# Die Antike
Die Antike. Zeitschrift für Kunst und Kultur des klassischen Altertums erschien von 1925 bis 1944 beim Verlag De Gruyter in Berlin.

## Profil und Geschichte
Der Altphilologe Werner Jaeger gründete 1924 die Gesellschaft für antike Kultur, deren Präsident der spätere Staats- und Finanzminister Professor Johannes Popitz wurde. Ebenfalls Jaeger initiierte 1925 deren Zeitschrift Die Antike, mit der die wissenschaftliche Erkenntnis der antiken Kultur für das Geistesleben der Gegenwart fruchtbar gemacht werden sollte. Diese Zeitschrift sollte nicht nur Fachwissenschaftler ansprechen, sondern „die gesamte deutschsprechende gebildete Welt“. Sie sollte den Blick auf die geschichtlichen Voraussetzungen der eigenen Kultur ermöglichen, wobei Jaeger die Deutschen wie einige andere Völker als „Mehrer und Fortsetzer der großen, von den antiken Völkern hinterlassenen Kulturerbschaft“ betrachtete. Insbesondere sollte die Zeitschrift helfen bei der „Gewinnung eigener neuer Lebensnormen“ durch „die strengste inhaltliche Auseinandersetzung mit dem Großen aller Zeiten“.
Werner Jaeger und seine Freunde von der Gesellschaft für antike Kultur verfolgten mit dieser Zeitschrift ein Programm der „Erneuerung der Klassizität der Antike […] welche über diese neue Klassizität ein Beitrag zur Erneuerung der Gegenwart zu sein beanspruchte“. Die Antike steht somit in einem Zusammenhang zur kulturpolitischen Bewegung des Dritten Humanismus. Trotz des kulturpolitischen Hintergrunds der Zeitschrift ist der Stil der Artikel sehr sachbezogen, wissenschaftlich und allgemeinverständlich.
In der Antike veröffentlichten bekannte und renommierte Wissenschaftler. So schrieben für den ersten Band 1925 Curtius, Friedländer, Goldbeck, Harder, Holl, Karo, Klingner, Latte, Lehmann-Hartleben, Noack, Otto, Stenzel, Täubler, Toeplitz, Weber, Willamowitz-Moellendorff und Zahn. Themen waren z. B.: Die griechische Tragödie und das Tragische (Friedländer), Livius (Klingner), Ein Weg zu Cäsar (Täubler), Mathematik und Antike (Toeplitz), Die Entwicklung des Geistbegriffs in der griechischen Philosophie (Stenzel).
Als Jaeger 1936 in die USA emigrierte, wechselte die Herausgeberschaft zu
seinen Berliner Kollegen Wolfgang Schadewaldt, Bernhard Schweitzer und Johannes Stroux.
Das Erscheinen der Zeitschrift wurde kriegsbedingt 1944 eingestellt und nach 1945 nicht wieder
aufgenommen. Allerdings wurde die ab 1945 erscheinende und zunächst von Bruno Snell herausgegebene Zeitschrift Antike und Abendland als Nachfolgerin von Die Antike bezeichnet.:99

## Herausgeber
- Bd. 1–12: 1925–1936 Werner Jaeger
- Bd. 13–20: 1937–1944 Wolfgang Schadewaldt, Bernhard Schweitzer, Johannes Stroux